# 안녕 메모리즈
안녕 메모리즈(さよならメモリーズ / 사요나라 메모리즈）는 2010년 2월 10일 발매한 supercell의 두 번째 싱글이다.

## 수록곡
(전곡 작사, 작곡：ryo)
1. 안녕 메모리즈(さよならメモリーズ / 사요나라 메모리즈) [6:05]
2. 가르쳐 줄게(教えてあげる / 오시에테 아게루) [4:38]
3. 약속을 하자(約束をしよう / 야쿠소쿠오 시요-) [3:27]
4. さよならメモリーズ -Instrumental-
5. 教えてあげる -Instrumental-